# 克罗嫩贝格
克罗嫩贝格是德国莱茵兰-普法尔茨州的一个市镇。总面积2.65平方公里，总人口139人，其中男性68人，女性71人（2011年12月31日），人口密度52人/平方公里。